# Чурилов, Лев Дмитриевич
Лев Дмитриевич Чурилов (22 июня 1935, Грозный, Северо-Кавказский край — 13 февраля 2012, Москва) — советский государственный деятель, министр нефтяной и газовой промышленности СССР (1991).

## Биография
В 1958 году окончил нефтепромысловый факультет Грозненского нефтяного института, горный инженер.
В 1958—1964 годах работал в нефтегазодобывающем управлении, — НГДУ «Азнакаевскнефть» управления нефтяной промышленности Татарского совнархоза. Оператор по добыче нефти и газа, помощник мастера, мастер по добыче нефти нефтепромыслов № 2 и № 3
С 1961 по 1963 года — главный инженер строительно-монтажной конторы НГДУ «Азнанаевскнефть».
С 1963—1964 года — начальник цеха комплексной подготовки и перекачки нефти управления «Азнанаевскнефть».
С 1964—1966 года — главный инженер нефтепромыслового управления «Сургутнефть» объединения «Тюменьнефтегаз».
С 1966—1968 года — начальник нефтепромыслового управления «Юганскнефть» объединения «Тюменьнефтегаз».
В 1969—1970 годах — начальник объединения «Тюменьнефтегаз». С 1970—1973 года — начальник нефтегазодобывающего управления «Юганскнефть» Миннефтепрома СССР. При непосредственном участии Чурилова введены в разработку Уст-Балыкское, Мамонтовское, Самотлорское и другие крупнейшие месторождения Западной Сибири.
С 1973—1976 года — начальник объединения «Коминефть».
В 1976—1980 годах — заместитель начальника Главного управления по транспортированию и поставкам нефти Министерства нефтяной промышленности СССР — «Главтранспортнефть».
В 1980—1986 годах — заместитель начальника, начальник управления по добыче нефти и газа Министерства нефтяной промышленности СССР.
В 1986—1988 годах — старший референт, главный специалист отдела топливодобывающих отраслей аппарата Бюро Совмина СССР по ТЭК.
В 1988—1989 годах — заместитель заведующего отдела топливодобывающих отраслей аппарата — заведующий сектором нефтяной и газовой промышленности Бюро Совмина СССР по ТЭК.
В 1989—1991 годах — первый заместитель министра нефтяной и газовой промышленности СССР.
С 22 июня по 26 ноября 1991 года — министр нефтяной и газовой промышленности СССР.
В 1991—1993 годах — президент корпорации «Роснефтегаз».
В 1993—1995 годах — президент АОЗТ «Нефтьинвест».
С 1989 по 2002 года — генеральный директор ЗАО "Издательство «Нефтяное хозяйство».
Член КПСС с 1958 года, избирался членом Сургутского районного, Нефтеюганского городского, Тюменского областного комитетов КПСС, депутатом Нефтеюганского городского совета, депутатом Верховного Совета Коми АССР 9-го созыва (1975—1981).
Похоронен в Москве на Троекуровском кладбище.

## Награды и звания
Лауреат Государственной премии СССР. Награждён орденом Трудового Красного Знамени (1971), медалями.